# NGC 5184
NGC 5184 في الفهرس العام الجديد، هي مجرة، تقع في كوكبة العذراء. اكتشفت في 11 أبريل 1787 بواسطة ويليام هيرشل.

## روابط خارجية
- NGC 5184 على موقع ويكي سكاي: DSS2, SDSS, GALEX, IRAS, Hydrogen α, X-Ray, Astrophoto, Sky Map, Articles and images